# Перреро
Перреро (итал. Perrero) — коммуна в Италии, располагается в регионе Пьемонт, в провинции Турин.
Население составляет 773 человека (2008 г.), плотность населения составляет 12 чел./км². Занимает площадь 63 км². Почтовый индекс — 10060. Телефонный код — 0121.
Покровительницей коммуны почитается святая равноапостольная Мария Магдалина, празднование 22 июля.

## Демография
Динамика населения:

## Администрация коммуны
- Официальный сайт: http://www.comune.perrero.to.it/